# Mantallot
Mantallot é uma comuna francesa na região administrativa da Bretanha, no departamento Côtes-d'Armor. Estende-se por uma área de 2,76 km². Em 2010 a comuna tinha 240 habitantes (densidade: 87 hab./km²).